# Дедулешть (Бузеу)
Дедулешть, Дедулешті (рум. Dedulești) — село у повіті Бузеу в Румунії. Входить до складу комуни Топлічень.
Село розташоване на відстані 133 км на північний схід від Бухареста, 37 км на північ від Бузеу, 83 км на захід від Галаца, 107 км на схід від Брашова.

## Населення
За даними перепису населення 2002 року у селі проживали 960 осіб, з них 955 осіб (99,5%) румунів. Усі жителі села рідною мовою назвали румунську.